# Viburnum buddleifolium
Viburnum buddleifolium är en desmeknoppsväxtart som beskrevs av Charles Henry Wright. Viburnum buddleifolium ingår i släktet olvonsläktet, och familjen desmeknoppsväxter. Inga underarter finns listade i Catalogue of Life.

## Bildgalleri

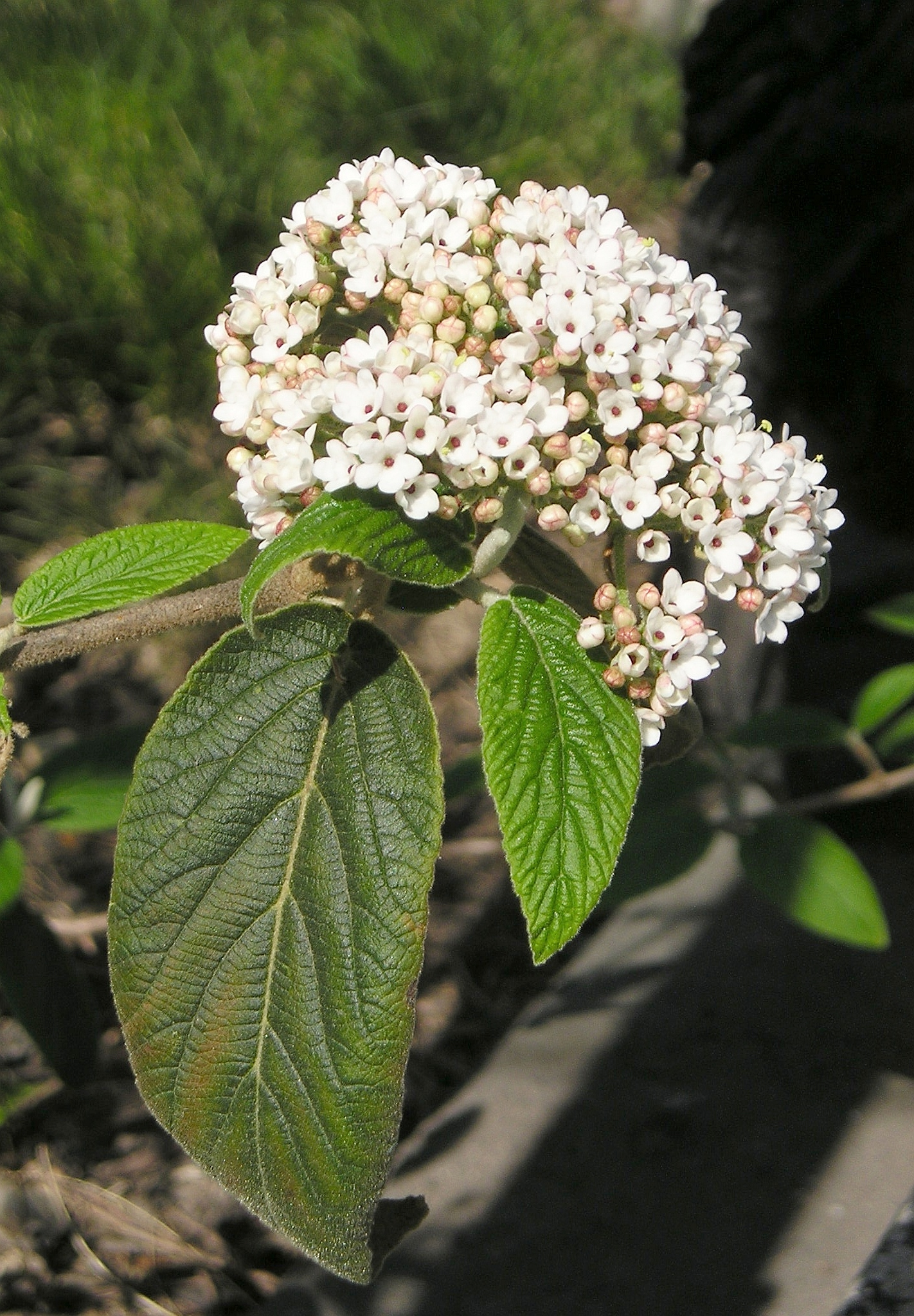
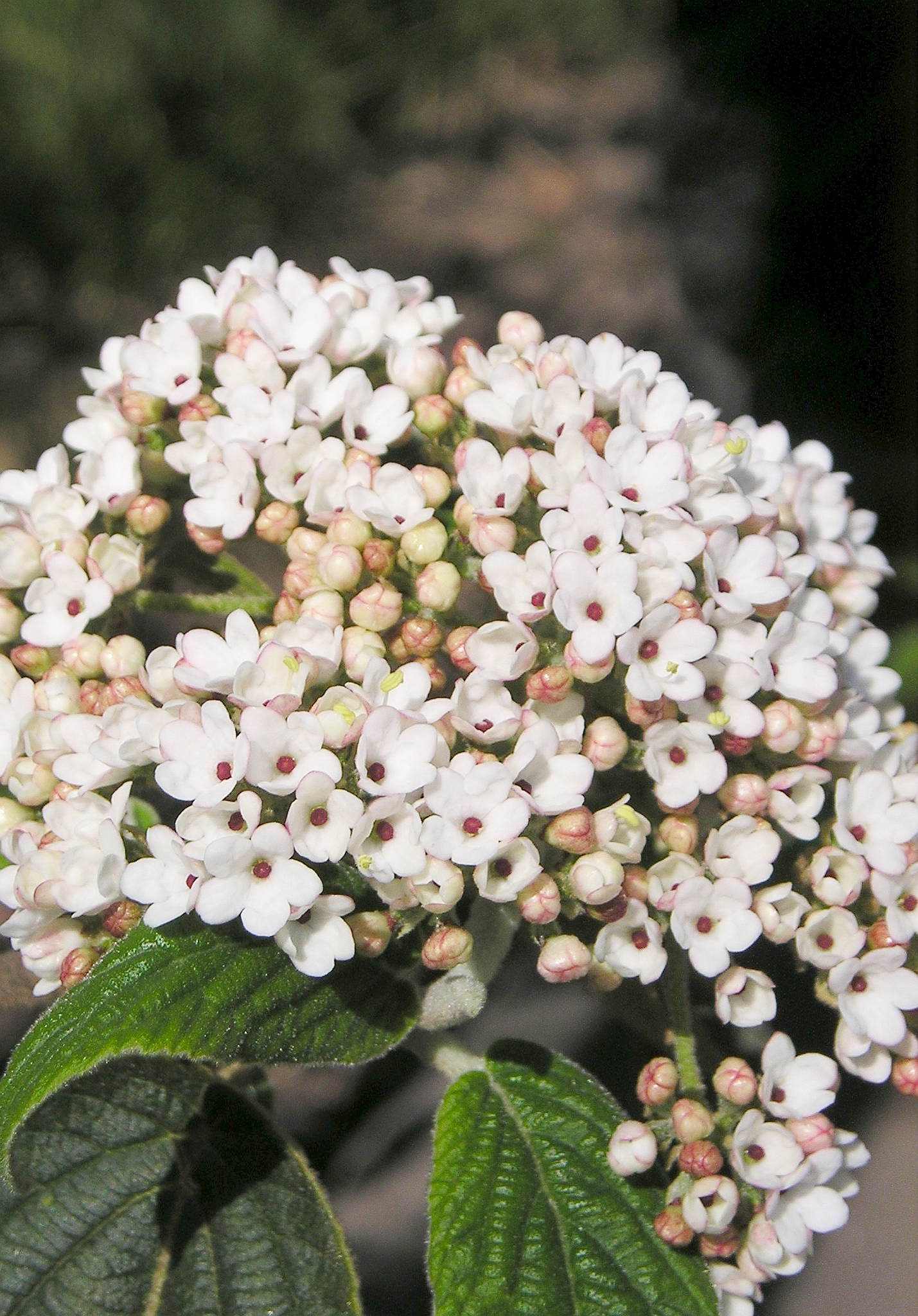